# Thomas Noguchi
Thomas Tsunetomi Noguchi (野口 恒富 Noguchi Tsunetomi?,  nacido el 4 de enero de 1927) es el exjefe examinador médico forense del Condado de Los Ángeles de 1967 a 1982. Conocido como el "forense de las estrellas", determinó la causa de muerte en varios casos de alto perfil de Hollywood durante los años 1960 y 1970. Practicó la autopsia a Marilyn Monroe, Robert F. Kennedy, Sharon Tate y demás víctimas de los asesinatos Tate-LaBianca, Albert Dekker, Janis Joplin, Gia Scala, William Holden, Natalie Wood, y John Belushi.

## Carrera
Noguchi nació en la prefectura japonesa de Fukuoka, se crio en Yokosuka y se graduó en la Tokyo Nippon Medical School en 1951, antes de pasar como interno al Hospital Médico de la Universidad de Tokio. Poco después emigró a Estados Unidos. Allí realizó una segunda pasantía en el Hospital General del Condado de Orange, en California, y una serie de residencias en la Loma Linda School of Medicine y en el Barlow Sanatorium, en Los Ángeles. Fue nombrado forense adjunto del Condado de Los Ángeles en 1961.
En 1967, se convirtió en el médico forense jefe del Condado de Los Ángeles (CME), reemplazando a su mentor, Theodore Curphey. Como tal, Noguchi centró la atención pública por una serie de autopsias que efectuó o supervisó en una serie de celebridades y figuras públicas que incluyen a Albert Dekker, Robert F. Kennedy, Sharon Tate, Janis Joplin, Inger Stevens, Gia Scala, David Janssen, William Holden, Natalie Wood, Marilyn Monroe y John Belushi. Su autopsia de Kennedy concluyó que el tiro mortal se disparó en la parte posterior de la cabeza, detrás de la oreja derecha, en ángulo ascendente, y desde una distancia de no más de 0,5 a 3 pulgadas (15–75 mm). Tal hallazgo ha dado lugar a teorías de conspiración con respecto al asesinato, ya que ningún testigo informó ver al condenado por el crimen, Sirhan Sirhan, más cerca de Kennedy que a un metro de distancia y en posición de efectuar el disparo. El propio Noguchi señala en sus memorias, Coroner, que nunca ha dictaminado oficialmente que Sirhan disparó el tiro fatal.
Desarrolló un prominente lado público en su labor, y a menudo fue acusado de hablar demasiado libremente con los medios de comunicación, particularmente después de las muertes de William Holden y Natalie Wood en noviembre de 1981, que junto con el pluriempleo y la supuesta mala gestión, condujeron a su degradación de forense a médico especialista en 1982. Su autopsia de la muerte de Wood como un accidente ha sido desde entonces cuestionada. Un antiguo interno de Noguchi en la época declaró que vio moratones compatibles con ser empujado desde una embarcación. Afirmó que hizo aquellas observaciones a Noguchi, que reaccionó extrañamente como si estuviera implicado en un encubrimiento. Más tarde fue nombrado Jefe de Patología en la Universidad del Sur de California y después Patólogo Administrativo para los servicios de Patología Anatómica en el USC Medical Center.
Noguchi fue nombrado profesor tanto por la Universidad de California del Sur como por la UCLA. Fue presidente de la Asociación Nacional norteamericana de Examinadores Médicos. En 1999 fue honrado por el Emperador de Japón, que le otorgó la Orden del Tesoro Sagrado por sus "destacadas contribuciones a Japón en el área de la ciencia forense". Se retiró ese mismo año.
Desde 2017, Noguchi es el presidente de la World Association for Medical Law (WAML), que es un organismo médico fundado en 1967 para fomentar el estudio del derecho a la salud, la medicina legal y la bioética.

## Publicaciones
- Coroner, 1983.  Un libro muy vendido de memorias escrito con Joseph DiMona. (Publicado en el Reino Unido como Coroner to the Stars)
- Coroner at Large, 1985. Un libro sobre forenses históricos y muertes famosas. (Reseña en The New York Times.)
- Unnatural Causes, 1988. Una novela de detectives escrita con Arthur Lyons.
- Physical Evidence, 1990. Una novela de detectives escrita con Arthur Lyons.

## Películas y otros medios de comunicación
- Ha aparecido en el documental The Killing of América (1982).
- Aparece como él mismo en la película Faces of Death (1980).
- En 2000, Noguchi apareció en los documentales relacionados con la autopsia de Michael Kriegsman, Autopsia: a través de los ojos de los detectives de la muerte; y Autopsia: voces de muerte, donde Noguchi conduce al espectador a través de una autopsia completa.
- Se dice que fue la inspiración para la serie de televisión Quincy, M.E. (1976–1983), protagonizada por Jack Klugman.[6]